# 月城镇 (江阴市)
月城镇，是中华人民共和国江苏省无锡市江阴市下辖的一个乡镇级行政单位。

## 行政区划
月城镇下辖以下地区：
月城社区、戴庄村、月城村、秦皇村、沿山村、卧龙村、双泾村、下塘村、蔡庄村和黄桥村。